# Krzysztof Jesionek
Krzysztof Jan Jesionek (ur. 1944) – polski inżynier mechanik. Absolwent Politechniki Wrocławskiej. Od 2007 profesor na Wydziale Mechaniczno-Energetycznym Politechniki Wrocławskiej.